# Gevelsteen

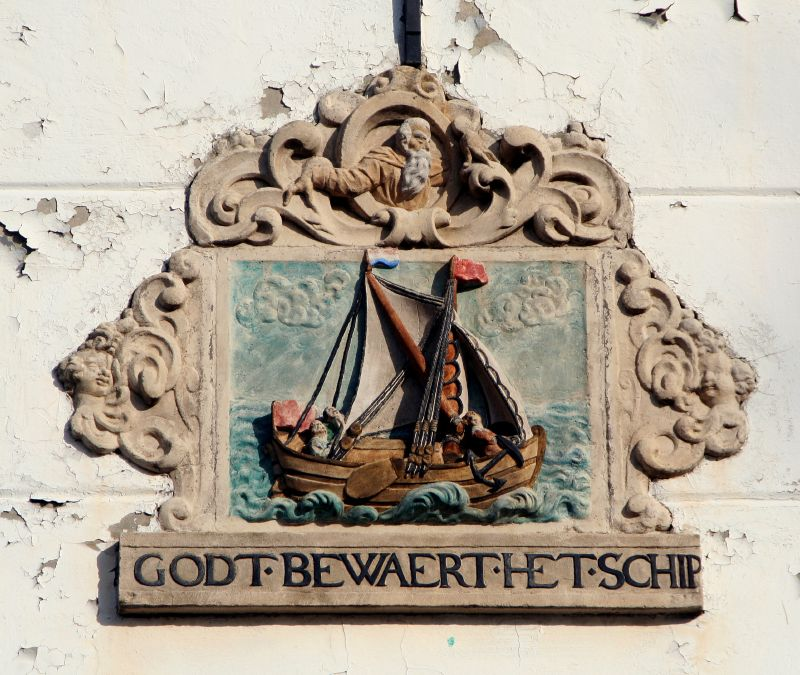
Godt bewaert het schip:Gevelsteen uit 1630 aan de Korte Dijk/Houtmarkt in Haarlem

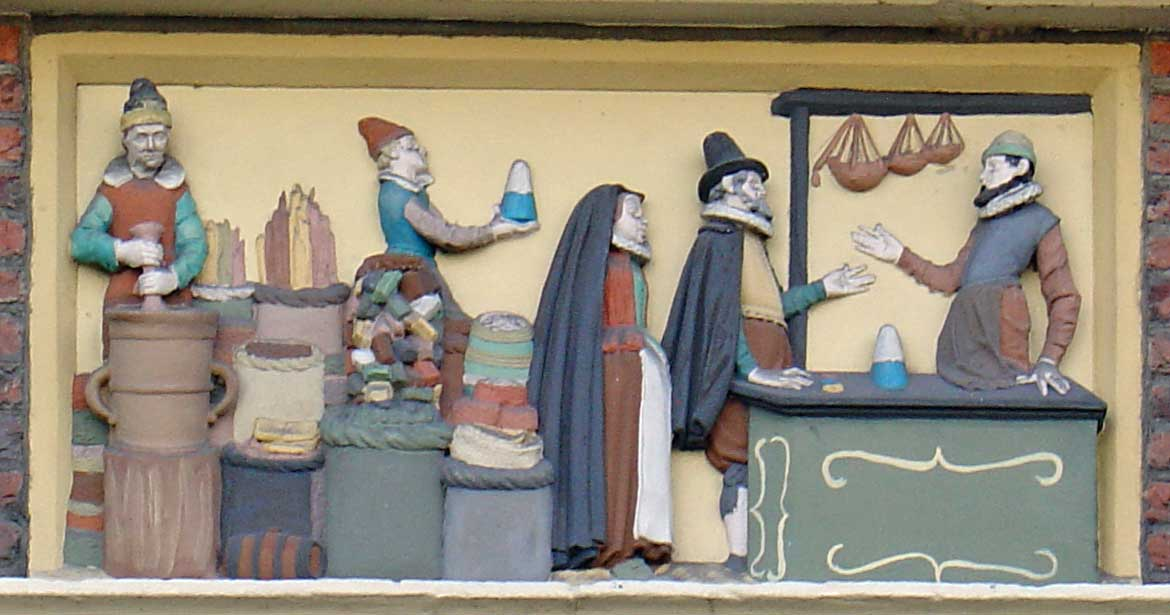
Gevelsteen Museum de Moriaan te Gouda

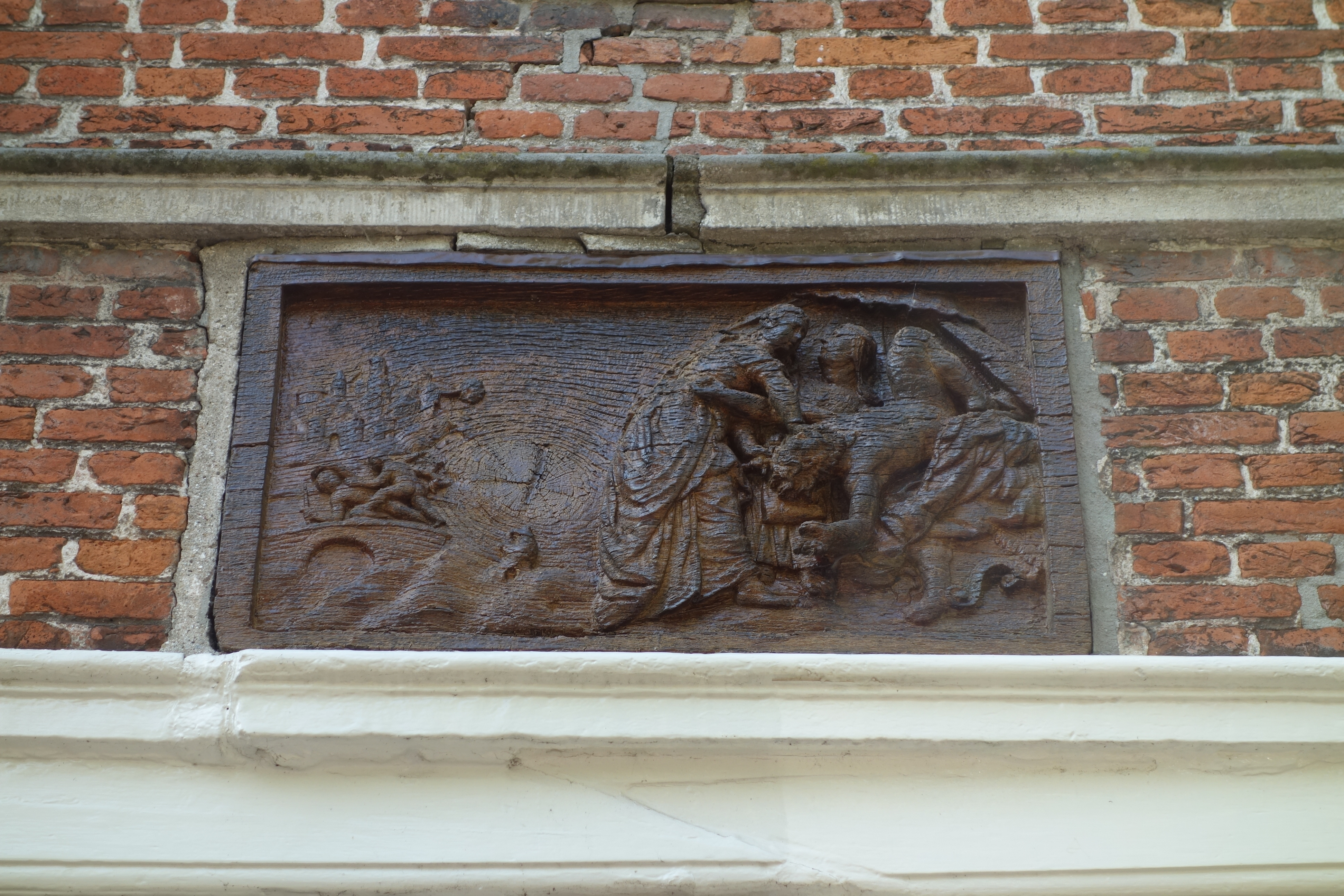
Eiken gevelsteen in de gevel van het Claes Stapelhof, met Judith die Holofernes onthoofdt, in Hoorn

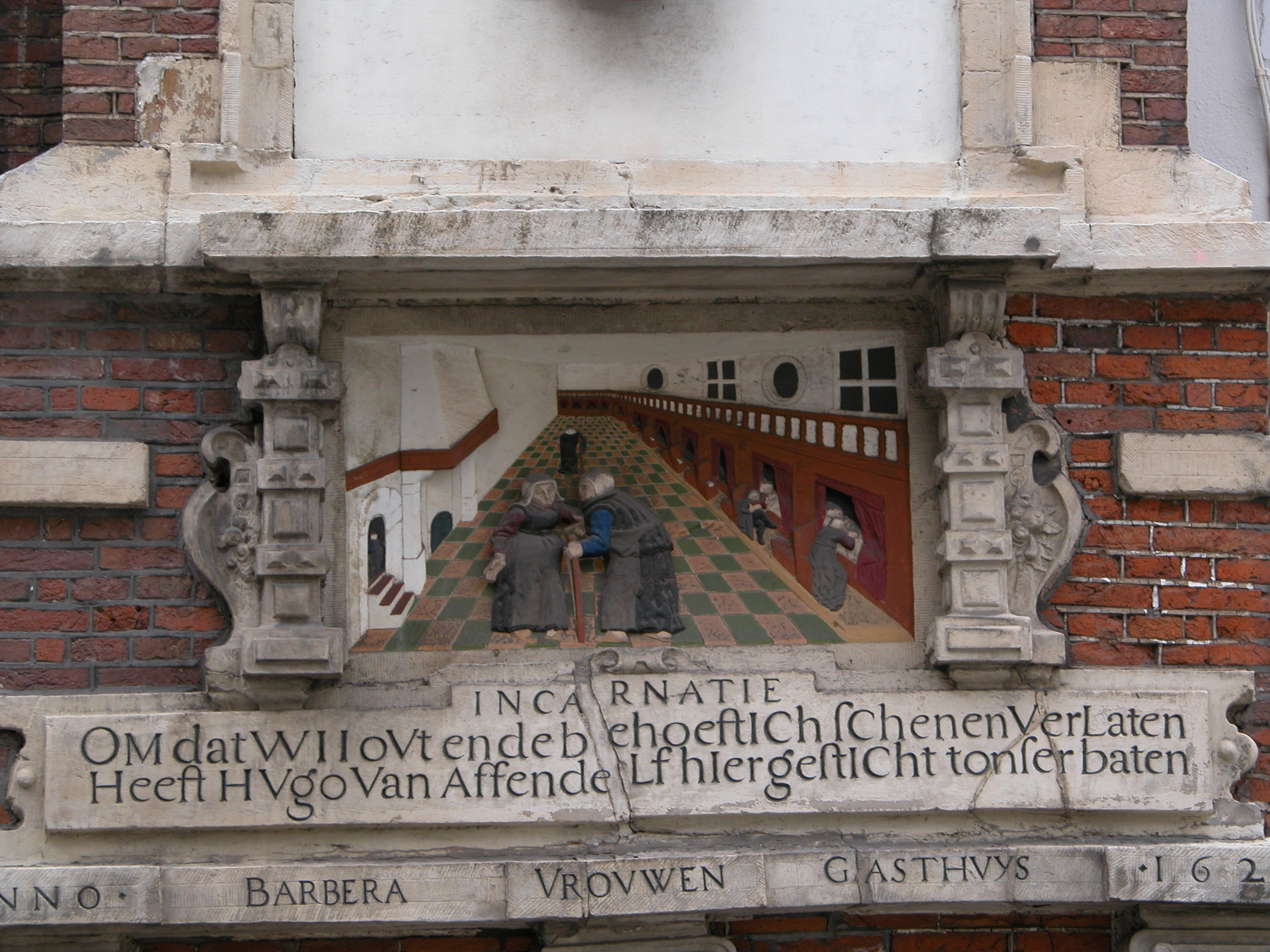
Gevelsteen van voormalige Vrouwengasthuis, Jansweg, Haarlem

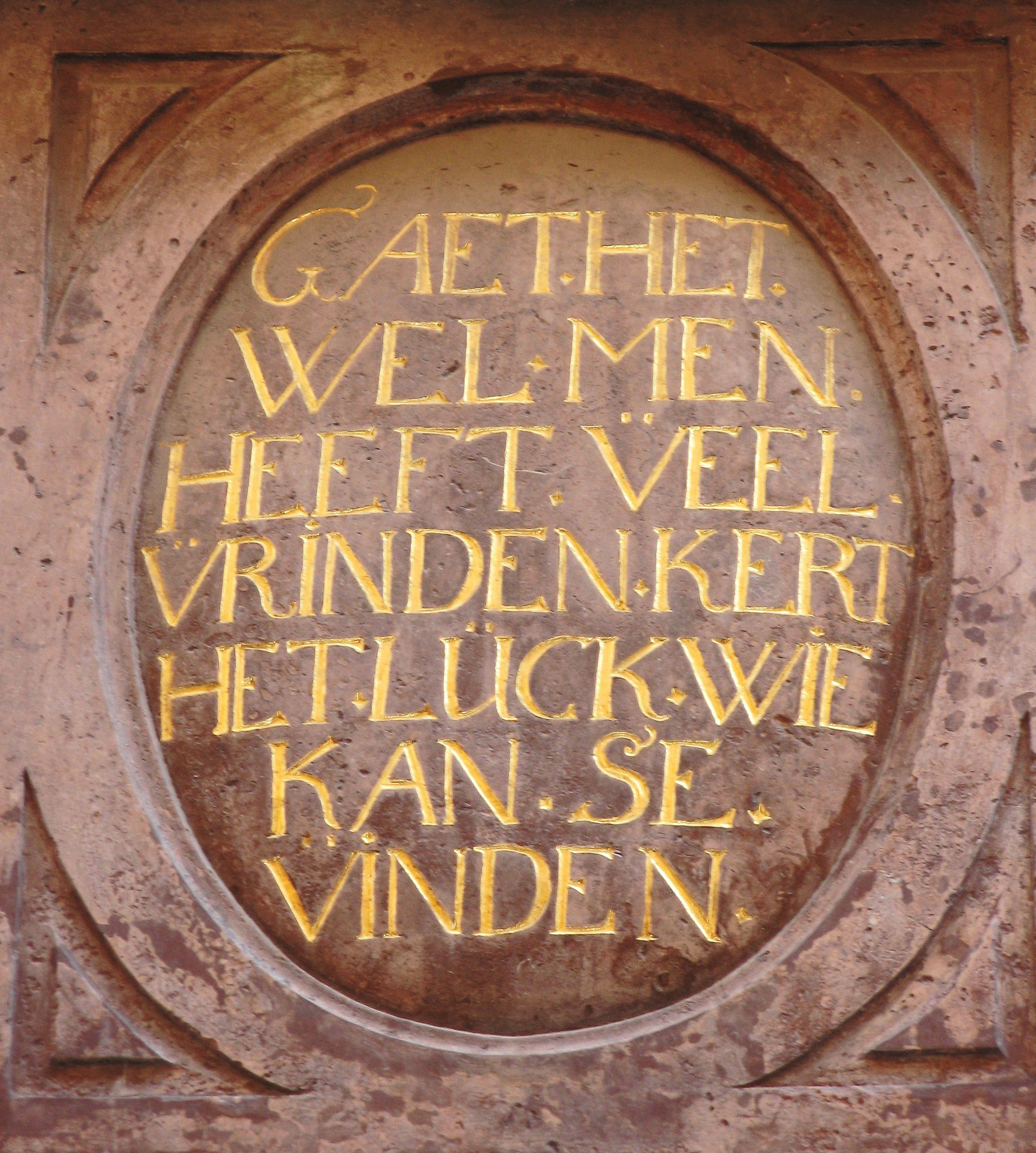
Een Nederlandstalige gevelsteen in Stockholm

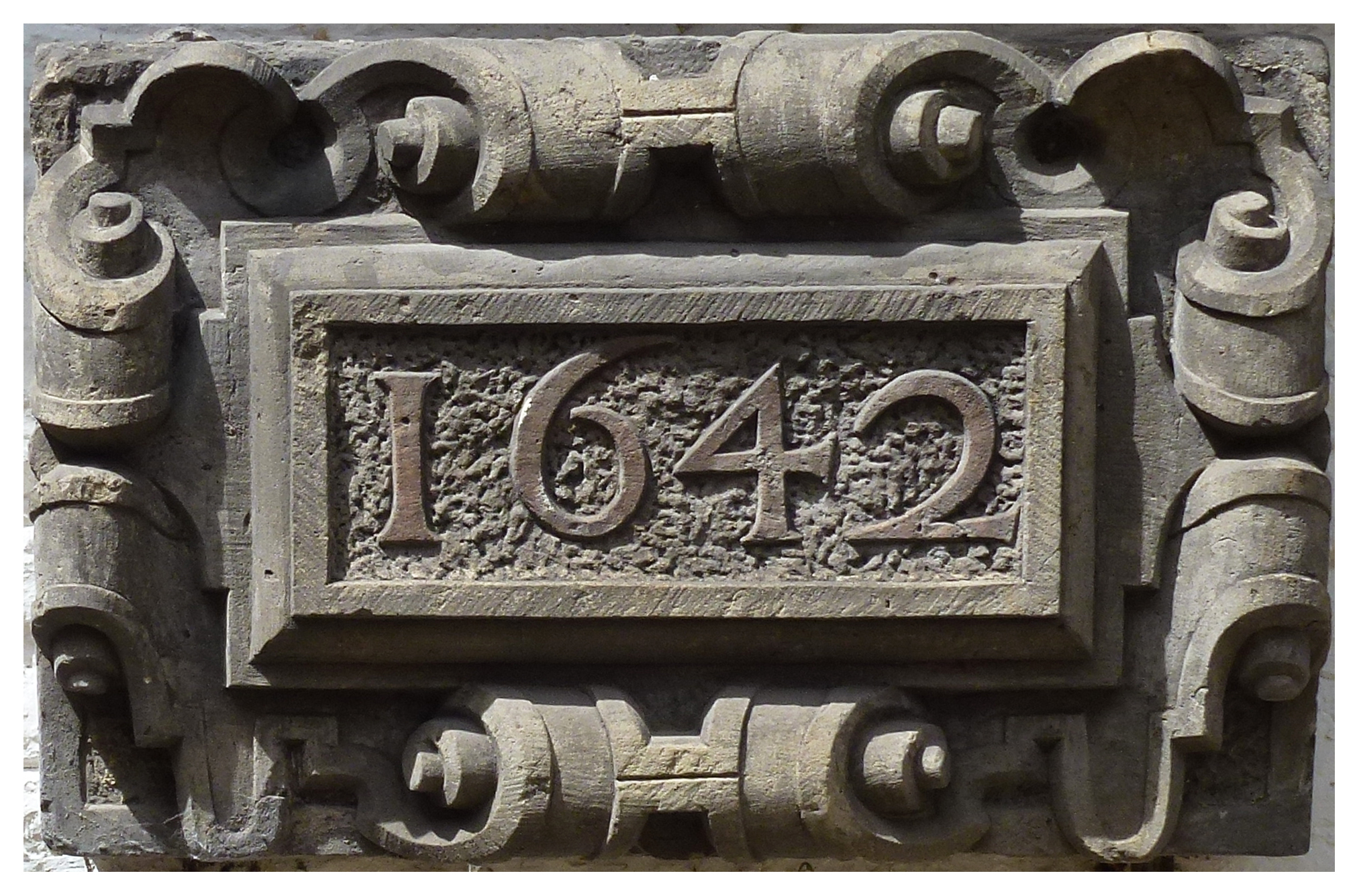
Jaartalsteen in Gouda

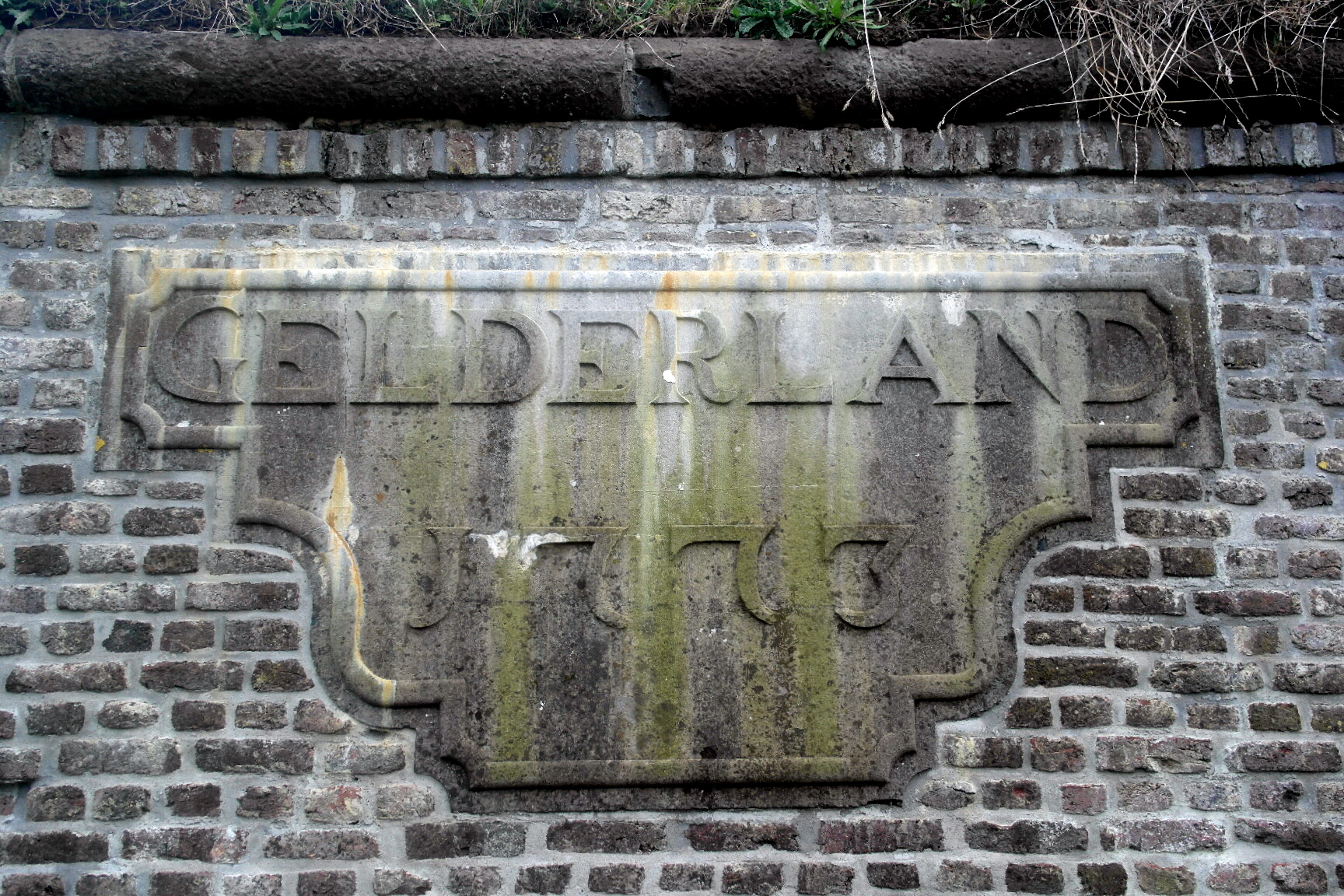
Naamsteen lunet Gelderland in de Linie van Du Moulin, Maastricht

Een gevelsteen is een stenen plaat of blok met een inscriptie en vaak een emblematische voorstelling in reliëf die (meestal) de voorgevel van een gebouw siert. De gevelsteen verleent het gebouw een eigen, herkenbare identiteit. Gevelstenen zijn meestal van natuursteen, maar er zijn ook exemplaren van terracotta bekend en in Den Haag (aan de Amsterdamse Veerkade 60-62) en in Hoorn (aan Munnickenveld 15) zijn eiken reliëfs te vinden, op de plek waar anders een gevelsteen zou zitten.

## Achtergrond
Gevelstenen ontstonden in de tweede helft van de 16e eeuw en werden tot de 18e eeuw gebruikt als "huisteken", omdat er nog geen huisnummering bestond. Van oorsprong zijn gevelstenen gepolychromeerd (in verschillende kleuren beschilderd).
Veel gevelstenen hebben ook een kleuraanduiding in het op- of onderschrift (bijvoorbeeld De Rode Leeuw, De Witte Olifant, Het Zwarte Paard, De Groene Bok, De vergulde Kater etc.) en familie- en andere wapens waren voorzien van de vereiste heraldische kleuren.
Veel gevelstenen hadden betrekking op het beroep van de oorspronkelijke bewoner van het pand. Zo kon bijvoorbeeld een kuiper een botervat laten afbeelden, of een schrijver een veer. Wilde men zich onderscheiden van een collega die een gevelsteen had met vrijwel dezelfde afbeelding, dan voegde men iets toe, bijvoorbeeld een kroon. We spreken dan van een concurrerende gevelsteen. Zo zijn nu nog overal in Nederland gekroonde stenen te vinden zoals De Gekroonde Waterhont, ‘t Gekroond Kalf en De Gekroonde Laars. Er zijn echter nog andere variaties mogelijk op het begrip 'concurrerende gevelsteen'. Bij bakkers in dezelfde buurt kon men bijvoorbeeld zo De Grauwe Olifant, De Jonge Grauwe Olifant, en De Witte Vette Olifant tegenkomen.
Wie nog geen familienaam had en niet door zijn beroep of bijnaam werd aangeduid, behielp zich met zijn uithangbord of gevelsteen. Mensen met namen als Zwaan, De Bock, De Hond en Kool kunnen daardoor uiteindelijk hun oorsprong vinden in de gevelsteen van hun voorouders.
Gevelstenen zijn vaak met enige humor gemaakt, wat bijvoorbeeld te zien is in de gevelsteen Mollen Sagen Geren in Enkhuizen, waar twee mollen worden uitgebeeld die een baal garen doorzagen, terwijl de spreuk aanduidt dat mollen 'graag zouden zien'.
Onderstaande gevelsteen in Lekkerkerk bevat een soort rebus. De tekst luidt: Het AA 10 is 11 8 soeckt die 20 oftewel Het paar A dix is onze huit soeckt die vingt (Het paradijs is van ons, wie 't zoekt die vindt).

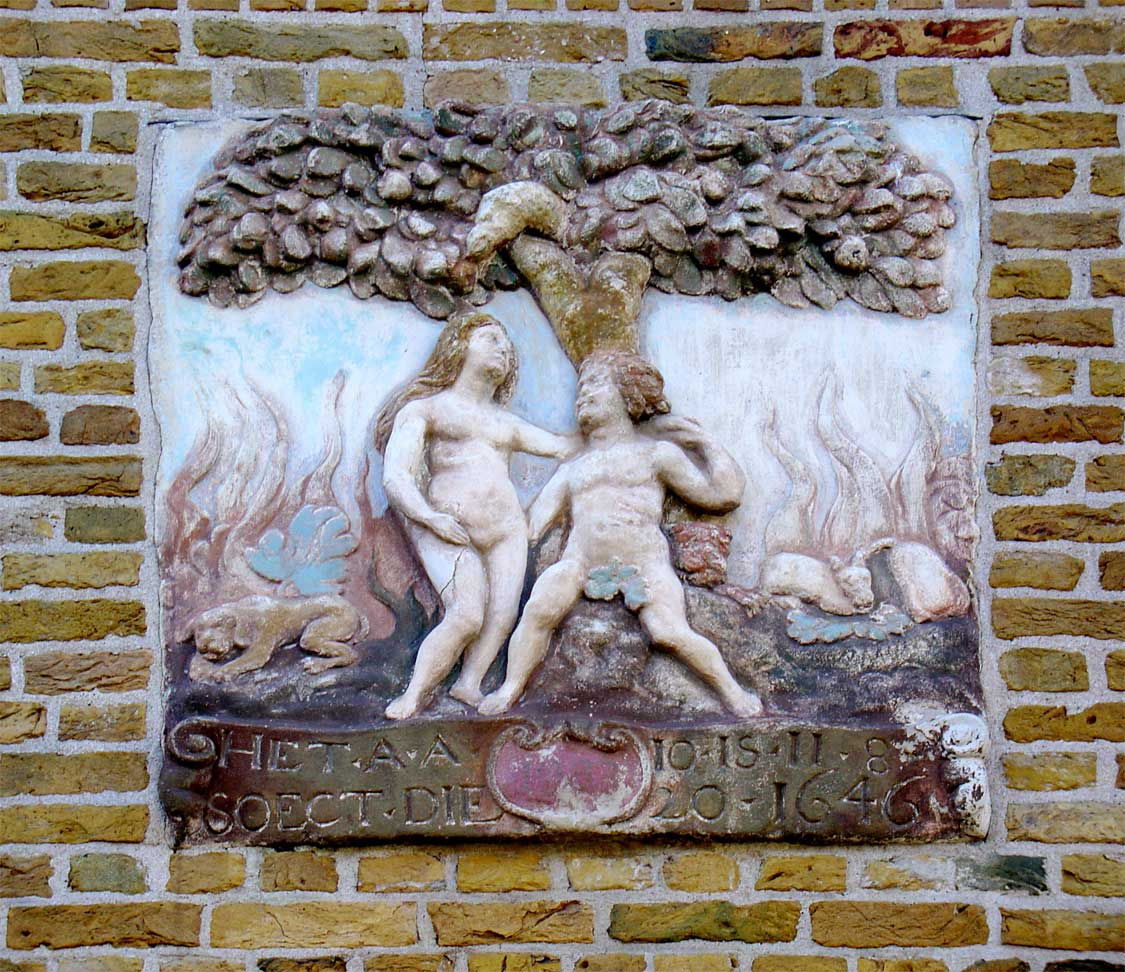
Puzzel

## Voorkomen
Gevelstenen komen tegenwoordig vooral in Nederland voor, maar ook op enkele plaatsen in het buitenland zijn gevelstenen te vinden - zie bijvoorbeeld de foto van een gevelsteen in Stockholm. In Amsterdam zijn er nog ruim 1600 gevelstenen, in Maastricht ruim 600; en in geheel Nederland wordt het aantal op ongeveer 10.000 geschat.
Bij de opgravingen in Pompeï kwamen verschillende reliëfs in terracotta tevoorschijn die als gevelsteen dienst hebben gedaan: een steen waarop een geit staat afgebeeld moet de gevel van een melkhandel hebben gesierd, terwijl een ander reliëf met Bacchus die een tros druiven uitperst duidelijk maakte waar een wijnhandelaar zijn domein had.
Het gebruik van gevelstenen is lange tijd sluimerende geweest, maar beleeft een opleving. Zo hebben Hans 't Mannetje en zijn leerlingen alsmede de kunstenaar Arie Teeuwisse zich toegelegd op het vervaardigen van nieuwe gevelstenen.

## Jaartalsteen en naamsteen
Andere vormen van gevelstenen zijn stenen met daarin slechts een jaartal of een naam. Bij die eerste categorie gaat het dan vaak om het jaar dat het pand, of een deel ervan, is opgeleverd of gerestaureerd. Op zogenaamde eerste stenen staat vaak een datum vermeld. Naamstenen werden veelal toegepast in de vestingbouw, met name bij buitenwerken. Zo hebben vrijwel alle vestingwerken in de Linie van Du Moulin in Maastricht een naamsteen van Naamse steen, al dan niet met jaartal. Ook bruggen hebben soms een naamsteen.

## Andere betekenis
Met de term gevelsteen worden ook bakstenen aangeduid die in kleur en hardheid geschikt zijn voor gevelmetselwerk. Indien de gevel als spouwmuur is opgetrokken, spreekt men alleen voor die stenen in het buitenblad over gevelstenen.